# Thereza Dillwyn Llewelyn

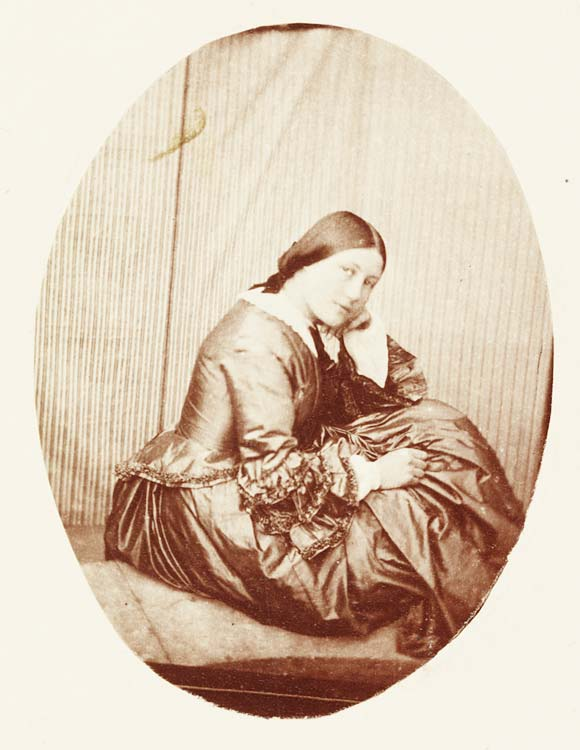
Thereza Dillwyn Llewelyn, fotografiert von ihrem Vater John Dillwyn Llewelyn in den 1850er Jahren

Thereza Dillwyn Llewelyn (* 1834 in Penllergare, Vereinigtes Königreich; † 21. Februar 1926 in Wiltshire, Vereinigtes Königreich) war eine walisische Astronomin und Pionierin der wissenschaftlichen Fotografie. Sie erstellte eines der ersten bekannten Bilder des Mondes.

## Leben und Werk

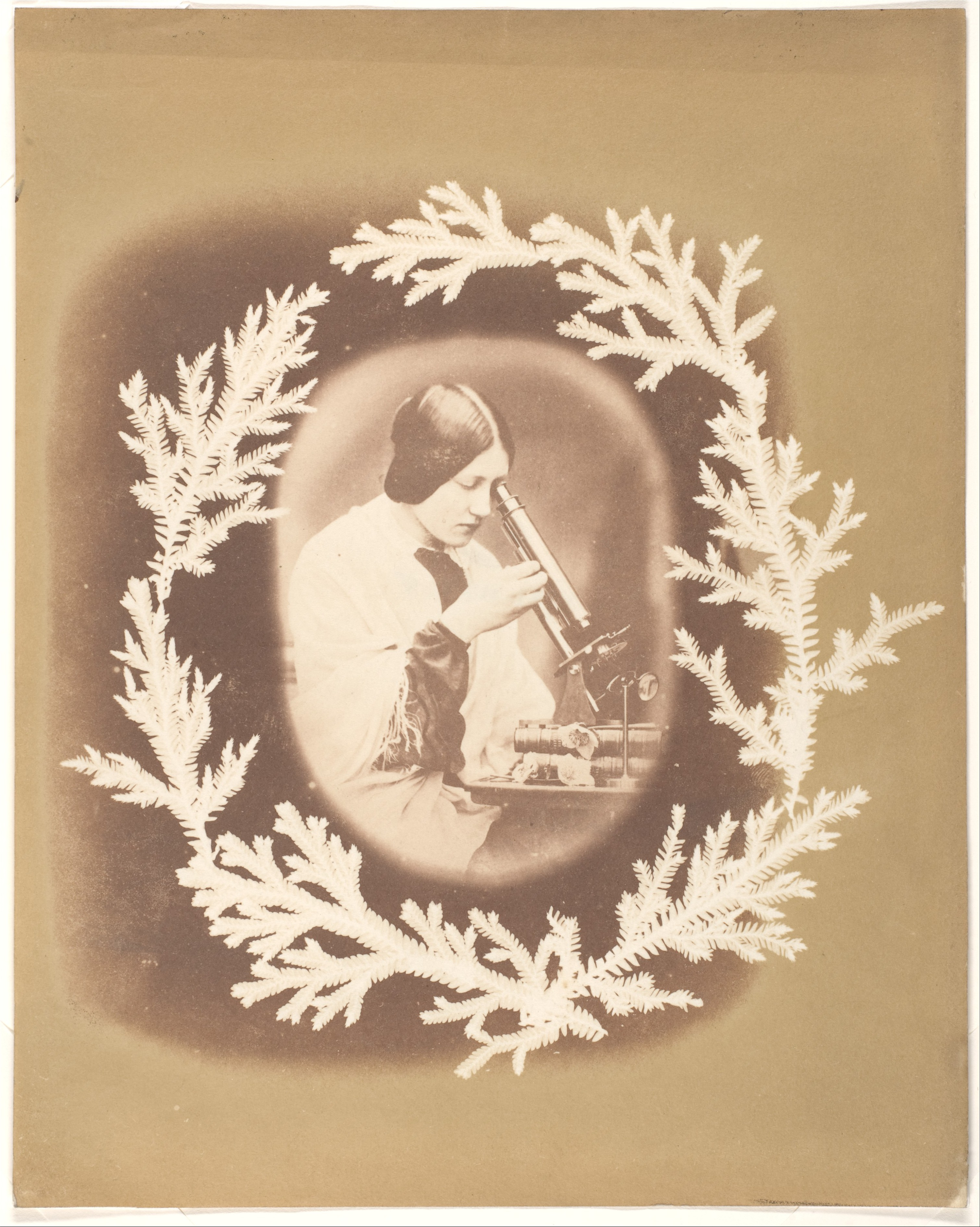
Thereza Dillwyn Llewelyn mit ihrem Mikroskop. Foto von John Dillwyn Llewelyn (MET, 1981)

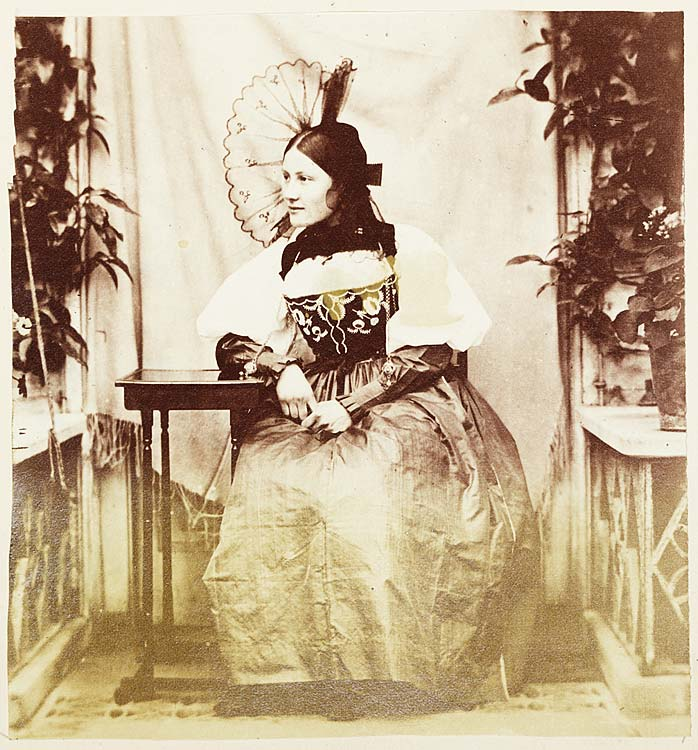
Thereza Dillwyn Llewelyn in einem traditionellen Kleid aus der Schweiz

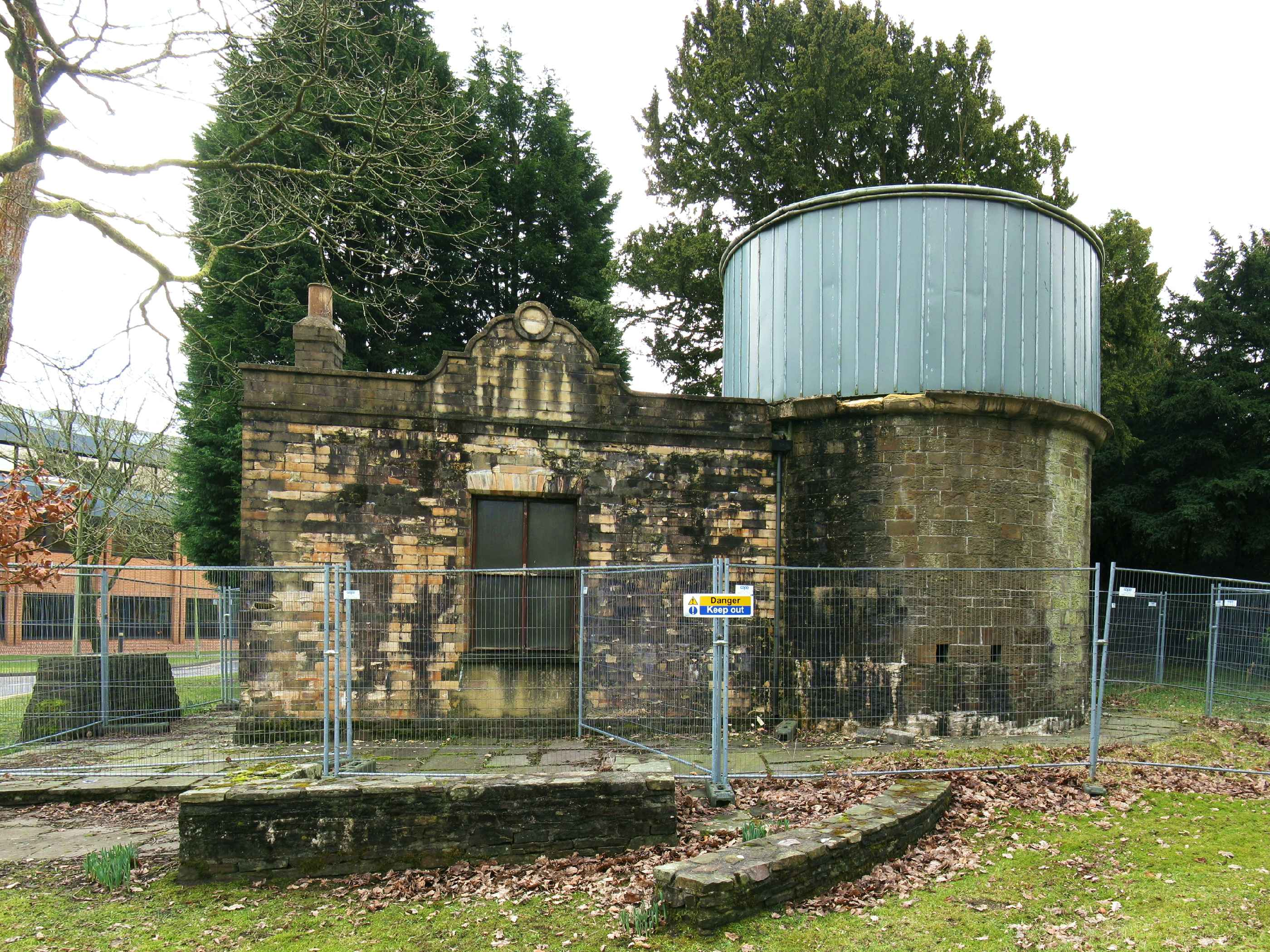
Observatorium auf dem ehemaligen Anwesen Penllergare

Llewelyn war das älteste von sechs Kindern des Fotografen und Botanikers John Dillwyn Llewelyn und Emma Thomasina Talbot. Ihre Cousinen waren die Romanautorin und Industrielle Amy Dillwyn und die Schmetterlingsforscherin Mary De la Beche Nichol.
Bereits als Kind interessierte sie sich für Naturwissenschaften, Astronomie und Fotografie. 1854 machten sie und ihr Vater die ersten Fotos von Schneekristallen. 1856 bekam sie von ihrem Vater eine Stereokamera geschenkt, mit der sie Stereofotografien machte.
Zu ihrem 16. Geburtstag baute ihr Vater ein Observatorium auf dem Landsitz in Penllergare. Er kaufte dazu ein Äquatorialteleskop, eine achromatische Linse mit 4 Zoll Durchmesser. Das Penllergare-Observatorium befand sich auf dem Familienanwesen und war ein Steingebäude mit einer kupferverkleideten Kuppel von 6,8 Metern Durchmesser und einer Säule, die das parallaktische Teleskop stützte. Die zum Bau des Labors verwendeten Hohlziegel stammten von der Weltausstellung von 1851. Hier experimentierte sie mit dem Fotografieren von Himmelskörpern. 1855 erstellte sie mit ihrem Vater vom Observatorium aus eine der ersten Fotografien des Mondes. Da das Mondlicht eine viel längere Belichtungszeit erforderte, bewegte sie das Teleskop mit der Erdrotation. Das Foto ist extrem scharf und detailliert und selbst die dunklen Regionen der Mondmeere eines zunehmenden Dreiviertelmondes sind zu erkennen.
Sie und ihr Vater arbeiteten ehrenamtlich bei der British Association for the Advancement of Science, um Wetterstationen zu warten und die Daten meteorologischer Aufzeichnungen zu verarbeiten.
George Bentham ermutigte sie 1848, gepresste Blumen zu sammeln, als er während des Besuchs der British Association for the Advancement of Science in Swansea nach Penllergare kam. Sie erstellte ein Herbarium und ließ 1857 einen Bericht bei der Linnaean Society vorlesen, da sie ihn als Frau nicht selbst vortragen durfte. Dieser wurde in den Proceedings of the Society als „Anmerkung zu einigen jungen Pflanzen von Cardamine hirsuta, die aus Knospen wachsen, die sich auf der Oberseite alter Blätter dieser Pflanze gebildet haben“ von „Miss Llewelyn aus Penllergaer bei Swansea“ veröffentlicht.
1858 heiratete sie Nevil Story-Maskelyne, Professor für Mineralogie in Oxford, mit dem sie zwei Kinder bekam. Sie setzte ihre botanischen Studien fort und in den 1870er Jahren führte sie mit Charles Darwin Briefwechsel über botanische Studien. Darwin zitierte 1874 ihre Arbeit über Vögel in einem Artikel in Nature.
Sie starb 1926 im Alter von 91 Jahren in Wiltshire.
2012 erwarb die British Library die Sammlung Dillwyn Llewelyn/Story-Maskelyn. Diese besteht aus ihren acht Alben mit Fotografien, zwei Skizzenbüchern, Aquarellzeichnungen, sieben Tagebüchern, Briefen und einer vierteiligen Autobiographie.

## Fotografien von Thereza Dillwyn Llewelyn (Auswahl)

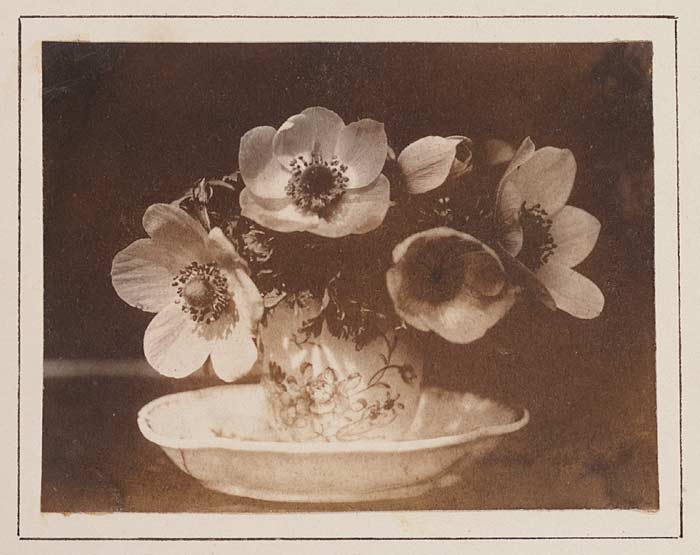
Anemonen, National Library of Wales
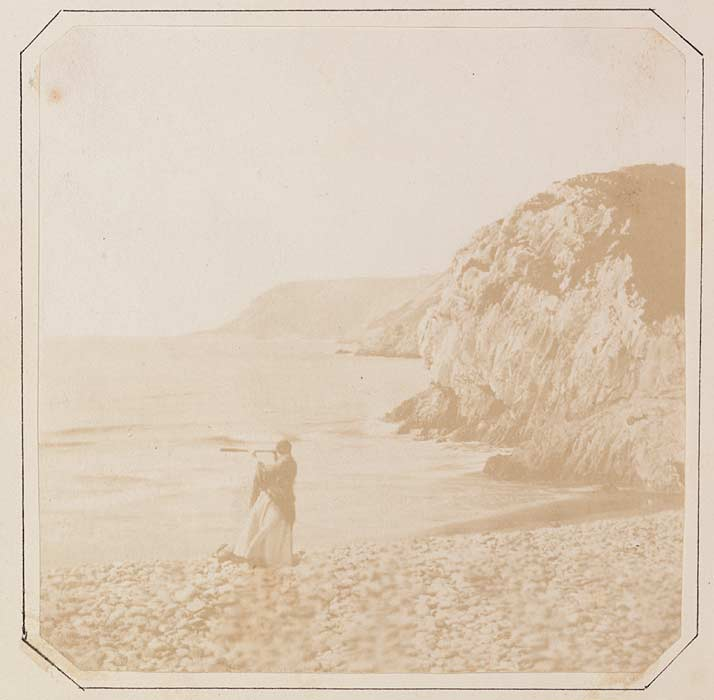
Thereza Dillwyn Llewelyn in Caswell Bay mit Teleskop. Fotograf:John Dillwyn Llewelyn
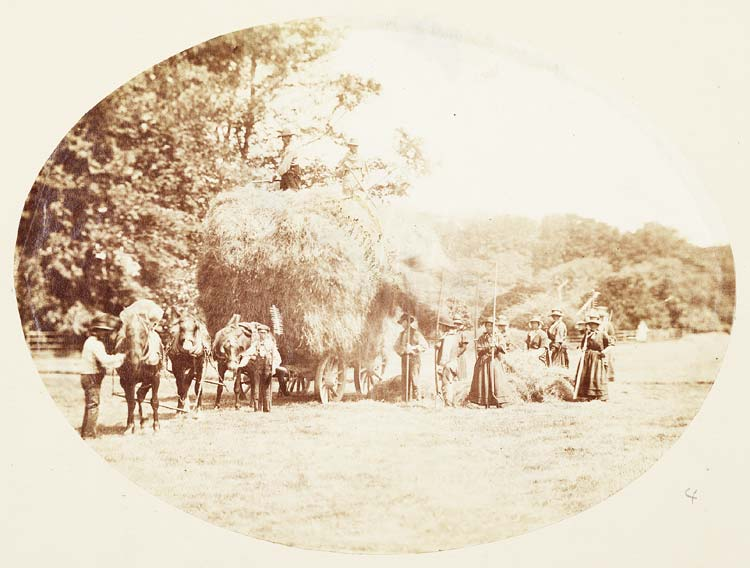
Heuernte bei Penlle'r-gaer
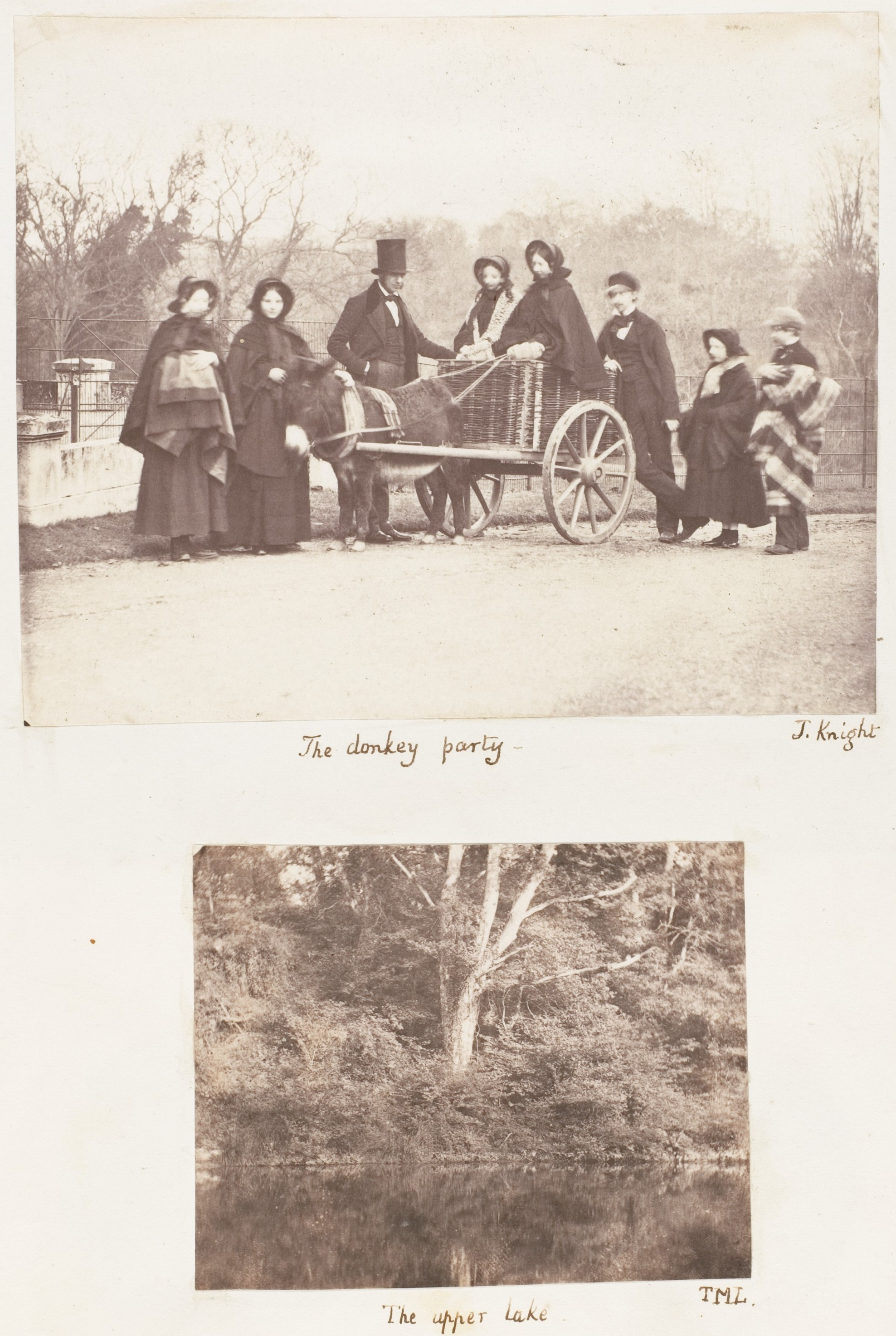
The Donkey Party; The Upper Lake
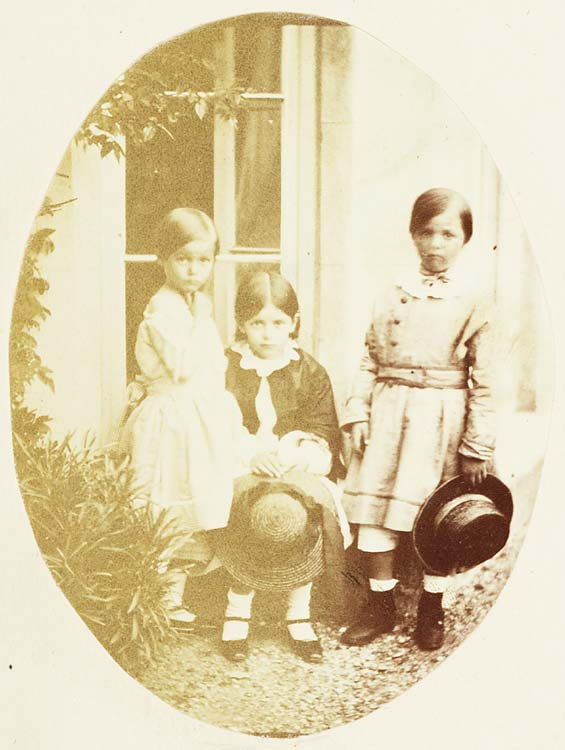
Drei der Kinder von Mr. und Mrs. Royd Smith; dieser Abzug ist vermutlich die Hälfte eines Stereobildes. Stereo-Kollodiumnegativ im Archiv der National Museums and Galleries of Wales, datiert 1856.
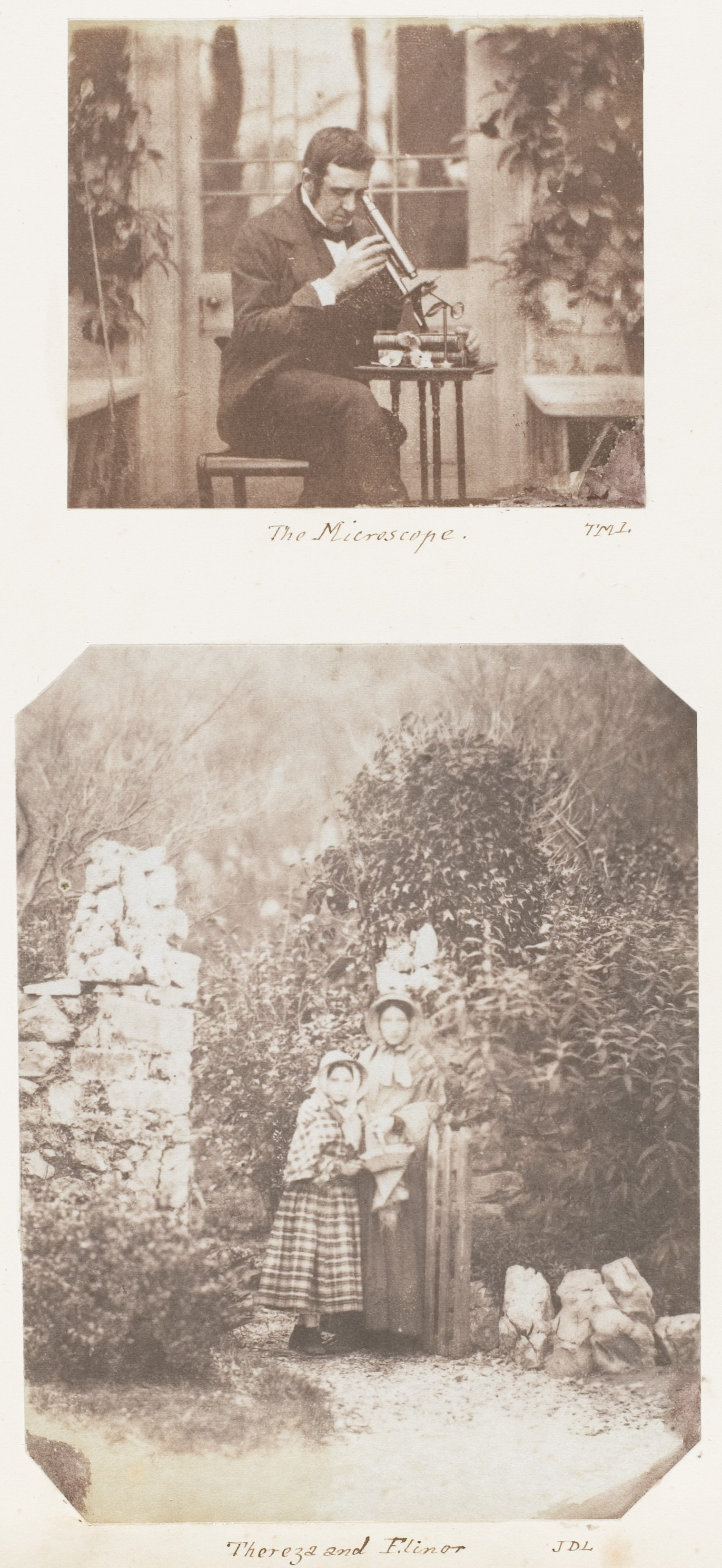
Das Mikroskop; Theresa und Elinor